# REALISM
「REALISM」（リアリズム）は、ELISAの11枚目のシングル。2013年10月23日にSME Recordsよりリリース。

## 概要
表題曲は、テレビアニメ『革命機ヴァルヴレイヴ』EDテーマとして使用された。
CD+DVD仕様の「初回生産限定盤」、CD+DVD+書き下ろしアニメジャケットデジパック仕様の「期間限定生産アニメ盤」、CDのみの「通常盤」の3タイプ。初回特典として、「各タイプ別絵柄ELISAオリジナル・メッセージカード」を封入。

## トラックリスト

### CD (初回限定生産盤/通常盤)
1. REALISM
  - 作詞：ELISA　作曲：Mish-Mosh
2. プラーナ
  - 作詞：ELISA・渡辺翔　作曲：渡辺翔
3. Wherever
  - 作詞：ELISA・小松清人　作曲：小松清人
4. REALISM (Instrumental)

### CD (期間限定生産アニメ盤)
1. REALISM
2. プラーナ
3. Wherever
4. REALISM (TV Size)

### DVD (初回生産限定盤)
1. REALISM (Music Video)
2. The Making of “REALISM”

### DVD (期間限定生産アニメ盤)
1. REALISM (Music Video / TV Size)
2. 革命機ヴァルヴレイヴ 2ndシーズン告知 TV SPOT